# Musée Muséum départemental des Hautes-Alpes
Le Musée Muséum départemental des Hautes-Alpes, situé à Gap dans le département des Hautes-Alpes, abrite des collections d'archéologie, beaux-arts, histoire et ethnographie locale, faïences et histoire naturelle. Il abrite en particulier des sculptures remarquables de l'époque romaine, des parures datant de l'âge du bronze, une collection de meubles sculptés de la région du Queyras ainsi que le mausolée du duc de Lesdiguières.

## Historique
Un premier musée voit le jour en 1804 sous l'impulsion de Charles-François de Ladoucette, préfet des Hautes-Alpes, et avait été installé dans les bâtiments de l'ancien séminaire diocésain, rue de Provence aujourd'hui rue du Colonel-Roux. Ce musée ne survivra pas à l'Empire.
En 1877, Robert Long, archiviste des Hautes-Alpes, obtient de Mgr Guilbert l'autorisation d'installer dans le local des archives, les vestiges en provenance de la démolition de l'ancienne cathédrale de Gap. Ainsi est créé le Musée archéologique de Gap. Après la mort prématurée de Robert Long, l'abbé Paul Guillaume est nommé archiviste des Hautes-Alpes ; il augmente les collections qui sont regroupées en 1881 dans l'immeuble Merlin contigu à celui de la Préfecture et acheté par le Conseil Général à la demande de la Société d'Études des Hautes-Alpes, fondée le 10 juillet 1881, dont l'abbé Guillaume sera pendant plus de dix ans le secrétaire. Les collections sont transférées dans cet immeuble le 4 novembre 1882.
Afin de regrouper les collections archéologiques et celles relatives aux sciences naturelles, la construction d'un nouveau bâtiment parait indispensable. Le 23 mai 1901 la chambre des députés adopte une résolution autorisant l'émission d'une loterie nationale afin de recueillir les fonds pour la construction d'un nouveau local. Les travaux commencent en 1903 selon les plans dressés par l'architecte départemental Chaudier. L'ouverture au public a lieu en septembre 1910.

## Archéologie
La salle d'archéologie, située dans les sous-sols du musée, présente une collection d'outils et d'objets qui ont été découverts lors de diverses fouilles pratiquées et témoignant des activités humaines dans le département des Hautes-Alpes.

### Âge du bronze

#### Bronze ancien
Pour cette période les objets de deux dépôts sont exposés, celui des Taburles de la commune d'Avançon avec trois poignards de bronze et une hache, et celui de la tombe de la Roche de Rame avec un poignard à rivets avec décorations en V, une hache et des dents d'ours.

#### Bronze final (XIIe–VIIesièclesav. J.-C.)
Le mobilier métallique de cette période du bronze final conservé au musée de Gap a acquis une grande réputation essentiellement pour celui en provenance des trois sites suivants :
- Dépôt de la commune de Réallon : plusieurs dépôts ont été mis au jour. Le premier découvert en 1870 est exposé au musée d'archéologie nationale dans le château de Saint-Germain-en-Laye (Yvelines). Un deuxième dépôt d'abord exposé au Musée d'histoire naturelle - Guimet à Lyon a disparu. Les objets découverts en 1932 au lieu-dit Les Truquets sont tous exposés dans le musée de Gap.

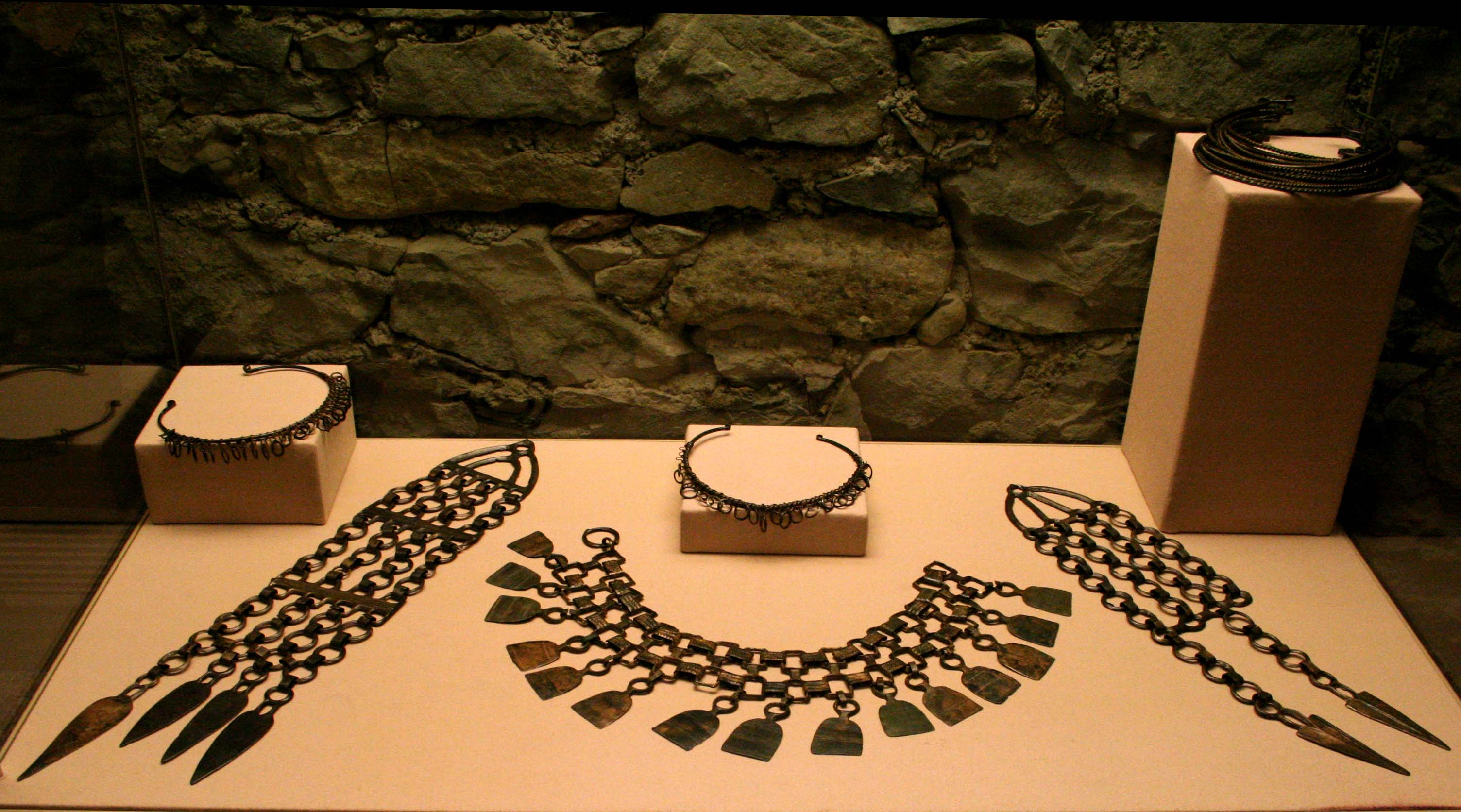
Dépôt de Réallon
Torques et ceinture avec ses deux pendentifs

Ces objets comprennent 21 torques, 4 boutons, 2 anneaux et surtout une exceptionnelle ceinture de 238 pièces de bronze s'organisant en deux parties :
- Seize barrettes à deux anneaux rectangulaires reliées deux à deux par des agrafes supportant quinze pendeloques en forme de cloche, une pendeloque a vraisemblablement disparu;
- deux pendentifs verticaux composés chacun de quatre chaînettes rendues solidaires par des barrettes à quatre anneaux rectangulaires ou circulaires. À l'extrémité de chaque chaînette se trouve une pendeloque lancéolée décorée par des incisions de forme variée.
- Dépôt de Bénévent : Ce dépôt a été découvert en 1893 au quartier de La Loubière ; l'ensemble de la découverte a été acheté par le musée grâce à une souscription. il se compose de dix torques, une chaîne, deux boucles, trois rouelles, un rasoir, deux bagues, plusieurs boutons et une ceinture de cent soixante seize pièces.
- Dépôt de Guillestre : Au cours de travaux de terrassement réalisés en 1957 au lieu-dit « Le Piguier », un ensemble d'objets en bronze a été mis au jour comprenant une phalère en tôle de bronze, un bracelet massif décoré d'incisions et une ceinture en bronze. Cette dernière est composée de quinze barrettes reliées par des maillons plats et supportant onze pendeloques.

### Âge du fer
L'essentiel du fonds documentaire haut-alpin de cette période appartient au domaine funéraire. Les principaux sites ont fourni des armes, des objets de parure (Torques, colliers, bagues, bracelets), des accessoires de vêtements ou de mobiliers funéraires :
- La nécropole tumulaire de Ventavon, en bordure de la Durance, a fourni une épée en fer et des fibules.
- La nécropole d'Avançon, située à environ 1 000 m d'altitude, a fourni un couteau et un vase en bronze tandis que d'une tombe ont été extraites une épée de 75 cm de longueur avec sa bouterolle en bronze.
- La nécropole de Chabestan situé entre Veynes et Serres sur la rive gauche du Buech a été explorée par D. Martin et Georges de Manteyer au début du XXe siècle. Une trentaine de tumulus ont été recensés mais plusieurs ont été détruits ou très mutilés. Les objets extraits de ces tumulus exposés au musée sont des bracelets, rouelles, épingles, fibules, poignards etc.
- Les tumulus de Serres, au nombre d'une trentaine, s'étendent sur une longueur de 2,5 km. Entre 1959 et 1961 ont été entreprises des fouilles scientifiques d'où ont été extraits des bracelets, rasoirs, bassins etc.
- Sépulture celte de Sigoyer : la sépulture du Serre Marceau au lieu-dit Ravorier sur la commune de Sigoyer a été découvert fortuitement en 1979 lors de travaux d'élargissement d'un chemin. Il s'agit probablement d'une sépulture à incinération[6]. La découverte faite en 1979 est composée de deux umbos, deux casques, une épée en fer et son fourreau, deux pointes de lance ; cette découverte a été complétée par la mise au jour en 2000 d'une ceinture de bronze. Ces objets exhumés correspondent à la panoplie classique d'un guerrier[7]. L'épée en fer de 88 cm de longueur pour un poids de 715 g est caractéristique de la fin de La Tène ; la croisière (partie de la monture perpendiculaire à la lame) est très fortement arquée en chapeau de gendarme avec des extrémités pointues. Comme dans de nombreuses sépulture l'épée a été retrouvée ployée volontairement pour associer dans la mort le guerrier et son armement. Le fourreau de l'épée est constitué de fines plaques de bronze. Le premier umbo en fer, de forme cylindrique, est constitué d'une calotte conique et d'une couronne plane percée de six orifices ; le second, également en fer, est de forme rectangulaire, 20,5 cm de longueur sur 8,3 cm de largeur, avec une zone centrale bombée. Les deux casques sont en bronze et de forme générale identique. Les pointes des deux lances sont en fer, la première de 245 mm et la deuxième de 265 mm de longueur. La ceinture est en bronze massif en forme d'arc de 395 mm de longueur ; il s'agissait à l'origine d'un ensemble mixte, moitié en bronze, moitié en matière périssable probablement du cuir[8].

### Époque romaine
Le musée présente une collection d'inscription latine sur une trentaine de petits monuments : autels et cippes.
La « stèle de Briançon » fait partie des premiers objets arrivés à Gap du temps du préfet Ladoucette. Le lieu de sa découverte est imprécis mais ce bas-relief est parti de Briançon en 1808 pour être exposé à Gap. Il s'agit d'une stèle funéraire datant de la fin du Ier ou du début du IIe siècle. Elle représente un couple et leurs deux enfants. Cette stèle dont les dimensions sont les suivantes : hauteur 73 cm x largeur 92 cm x profondeur 25 cm, a été réalisé en marbre blanc à cristaux fins et brillants de type alpin. La scène est encadrée par deux colonnes torsadées surmontées d'un chapiteau à feuilles plates et d'un abaque décoré d'une fleur. La partie supérieure du fond de la niche d'où émerge les quatre personnages est orné d'une guirlande de fleurs. De gauche à droite sont représentés la mère, le fils, la fille et le père.
Une pièce majeure en bronze à patine verte, l'Hermès double de Jupiter Ammon, a été découverte en 1960 à Saint-Laurent-du-Cros. Elle représente deux têtes à peu près identiques, opposées l'une à l'autre avec un socle quadrangulaire. Elle date de l'époque gallo-romaine, de la deuxième moitié du IIe siècle. La hauteur de cette sculpture est de 30,5 cm pour une largeur de 21 cm. Le front du personnage est entouré d'une large bandelette ; deux cornes de bélier finement sculptée s'enroulant autour des oreille pointues. La barbe du visage est représentée par de petites mèches rondes. Cette sculpture est devenue l'emblème du musée.

## Beaux-Arts

### Peinture

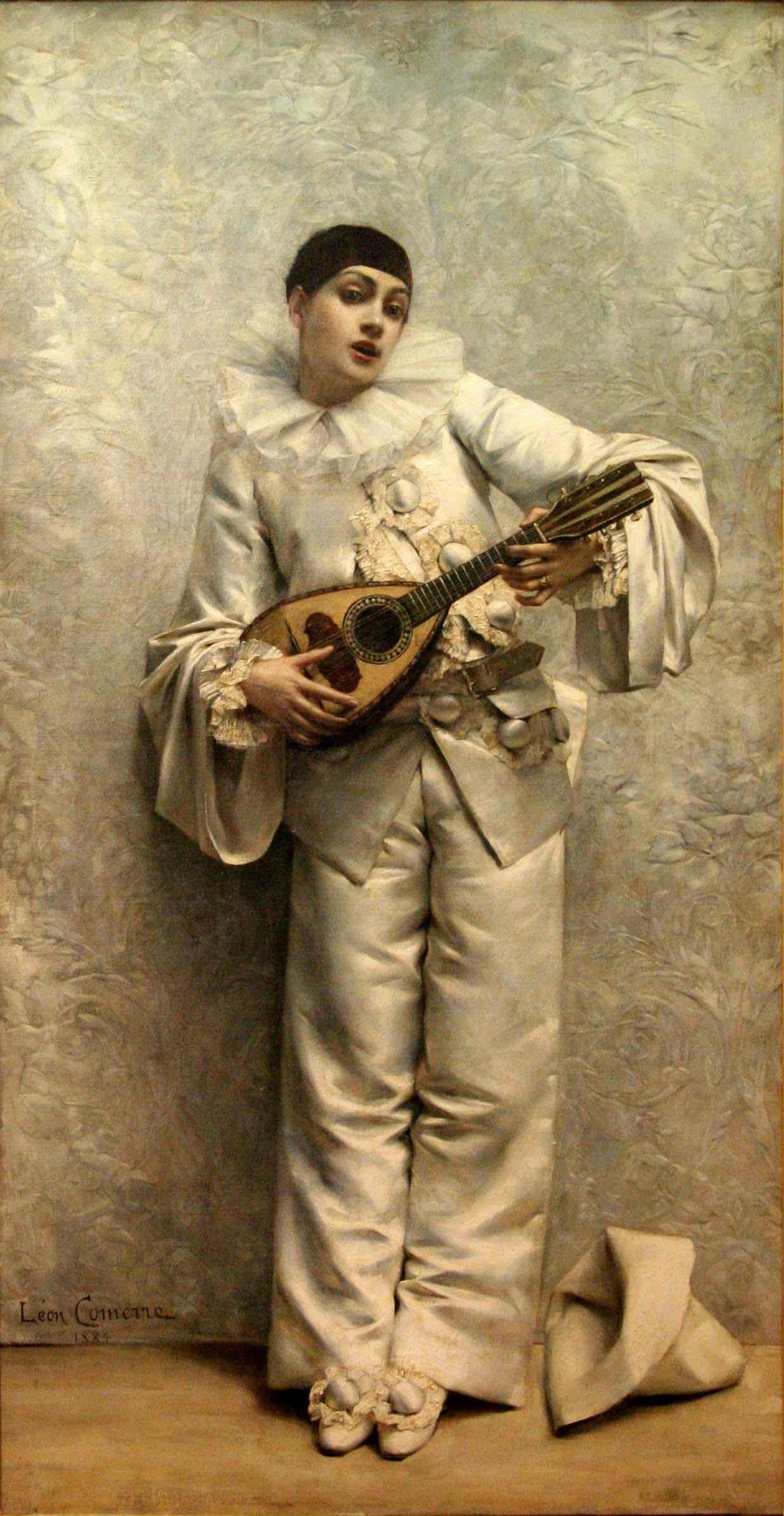
Léon-François Comerre
Pierrot jouant de la mandoline

Les tableaux des artistes suivants sont exposés :
- Eugène Boudin : Marine (32,8 cm × 41 cm)
- Charles Meynier : Job sur le fumier ou Job raillé par sa femme (53,5 cm × 64,6 cm)
- Francesco Trevisani : Le sommeil de l'Enfant Jésus (57,7 cm × 43,3 cm)
- Henri Lehmann : La désolation des océanides au pied du roc où Prométhée est enchaîné (289 cm × 231 cm)
- André Gill : La veuve du marin (27 cm × 35 cm)
- Léon Comerre : Pierrot jouant de la mandoline (205,6 cm × 111,1 cm)
- Adolphe Monticelli : Combat de coqs (50,1 cm × 99,7 cm)
- Lionel Royer : Femme en deuil (80,7 cm × 52,5 cm)
- Félix Ziem : Venise, effet de nuit (46,2 cm × 33,3 cm)
- Martin Fréminet : Adoration des Bergers (238,4 cm × 160 cm)
- Auguste Hervieu : Portrait de Mme Roubaud (130,5 cm × 97,5 cm)
- Louis Leydet : Coin de jardin (61 cm × 50,2 cm)
- Gaston Balande : Le vieux port d'Espalion (73 cm × 92 cm)

## Histoire locale

### Mausolée de François de Bonne de Lesdiguières

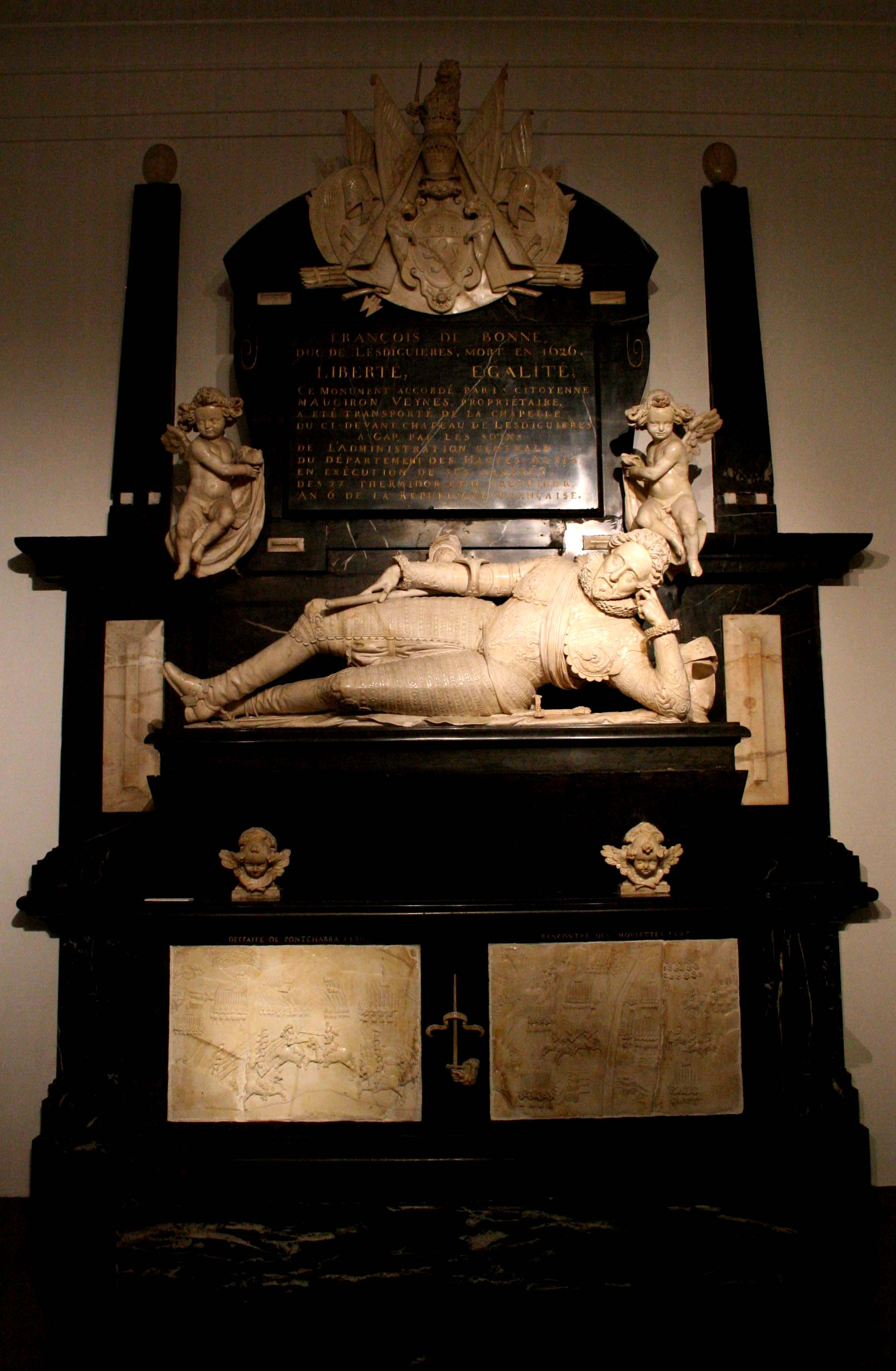
Mausolée de François de Bonne de Lesdiguières

Ce mausolée de marbre noir et blanc a été exécuté du vivant de  François de Bonne de Lesdiguières (1543-1626) par le sculpteur lorrain Jacob Richier (1586-1640) qui s'est inspiré des projets réalisés par son frère jean Richier. Ce monument fut élevé dans le château familial du Glaizil. Sous la Révolution l'administration centrale des Hautes-Alpes demande à l'héritière de ce mausolée, Mme de Veynes, de le mettre à sa disposition. Madame de Veynes, fille du comte Louis-François de Maugiron, lieutenant général roi, et de Marie-Françoise de Sassenage, accepte cette proposition le 26 août 1798. Le mausolée est alors placé dans la chapelle Saint-Pierre de la cathédrale de Gap. Cette chapelle devant être rendue au culte au cours de l'année 1836, le mausolée est transféré dans la salle des réunions du Conseil Général par les soins du préfet Scipion Mourgue. Un nouveau transfert du mausolée sera réalisé en 1912 pour le placer dans le musée départemental qui vient d'être créé.
La hauteur de l'ensemble du mausolée est de 4,34 m, sa largeur de 3,34 m et sa profondeur de 1,05 m. Il comprend essentiellement trois parties :
- La partie supérieure est constituée d'une plaque de marbre noir que semblent dévoiler deux angelots de marbre blanc. Sur cette plaque une inscription rappelle que le monument a été offert par Mme Maugiron-Veynes. Au sommet de la plaque un important motif de marbre blanc représentant des étendards, des drapeaux et des piques qui encadrent l'écu de Lesdiguières surmonté d'un casque coiffé de la couronne ducale. Cette partie supérieure est encadrée de deux colonnes de marbre noir de forme parallélépipédique et surmontées chacune d'une ove de marbre blanc.
- La partie centrale avec la représentation du défunt constitue l'essentiel du monument et sa grande beauté. Lesdiguières est représenté gisant sur son tombeau, mais dans l'attitude du combattant se reposant après la bataille ; il a déposé son casque, mais n'a pas encore quitté son armure richement décorée, soutient sa tête avec son avant-bras gauche et tient de sa main droite, le bras étendu le long du corps, le bâton fleurdelisé de Maréchal de France. Le gisant est en marbre blanc et le tombeau en marbre noir soutenu par deux têtes de chérubin de marbre blanc.
- La partie inférieure est décorée de quatre bas-reliefs de marbre blanc représentant sur la face latérale gauche la prise de Grenoble, sur la partie centrale la bataille de Pontcharra et celle des Molettes, et sur la face latérale droite la prise du fort Barraux.

### Ethnologie du Queyras
Les collections ethnologiques regroupent essentiellement des meubles et objets en bois utilisés au cours de la vie quotidienne dans la région du Queyras. Ce mobilier est le plus souvent réalisé avec du pin cembro qui se sculpte facilement au couteau car il présente un grain très fin, tendre et homogène. Les sculptures géométriques sont tracées au compas et représentent essentiellement des rosaces à six branches avec de multiples variantes.
Le musée présente une très belle collection de meubles, coffres et autres mobiliers : Quelques photos.

## Clés de la ville de Gap

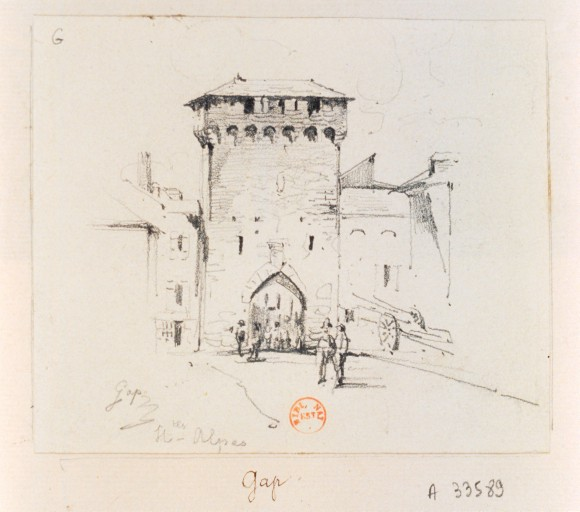
Ancienne porte fortifiée de la Ville de Gap (XVIeme)

Trois enceintes successives ont entouré la cité (aux Ie, IIIe et XVe s.). Celle du XVe s. est la dernière à l’avoir encerclée jusqu’à la fin de l’Ancien régime.
Au XVIe s, dix-sept tours s’élèvent autour de l’enceinte ; sept portes en permettent l’accès. Lorsque celles-ci étaient fermées et la ville en état de siège, un ingénieux mécanisme aménagé dans la Tour du Treuil du Sup permettait de faire entrer par les murs, à l’aide d’un treuil, vivres et munitions.
La Charte des Libertés du 3 mai 1378, signée entre l’évêque de Gap et les consuls de la ville, définissait que chaque porte d’enceinte aurait deux serrures et deux clés différentes. L’une des clés serait gardée par l’évêque, seigneur et comte, l’autre clé étant conservée par la ville et confiée aux consuls. Les gardiens des clés étaient tenus d’ouvrir et fermer ensemble les portes.
Lorsqu’un nouvel évêque devenait seigneur de Gap, les portes de la ville étaient fermées. Pour entrer dans la ville, le consul de la ville l’invitait à respecter les privilèges de la cité inscrits dans le Livre des Libertés. Devant les représentants de la communauté de Gap, le prélat prêtait serment en présence des Evangiles, la main placée sur sa poitrine. C’est seulement après ce serment que les portes étaient ouvertes et que l’évêque devenait le seigneur de la ville.
Cinq des sept clefs des portes de la ville sont conservées au Musée; chacune porte le nom d'une porte.

## Histoire naturelle

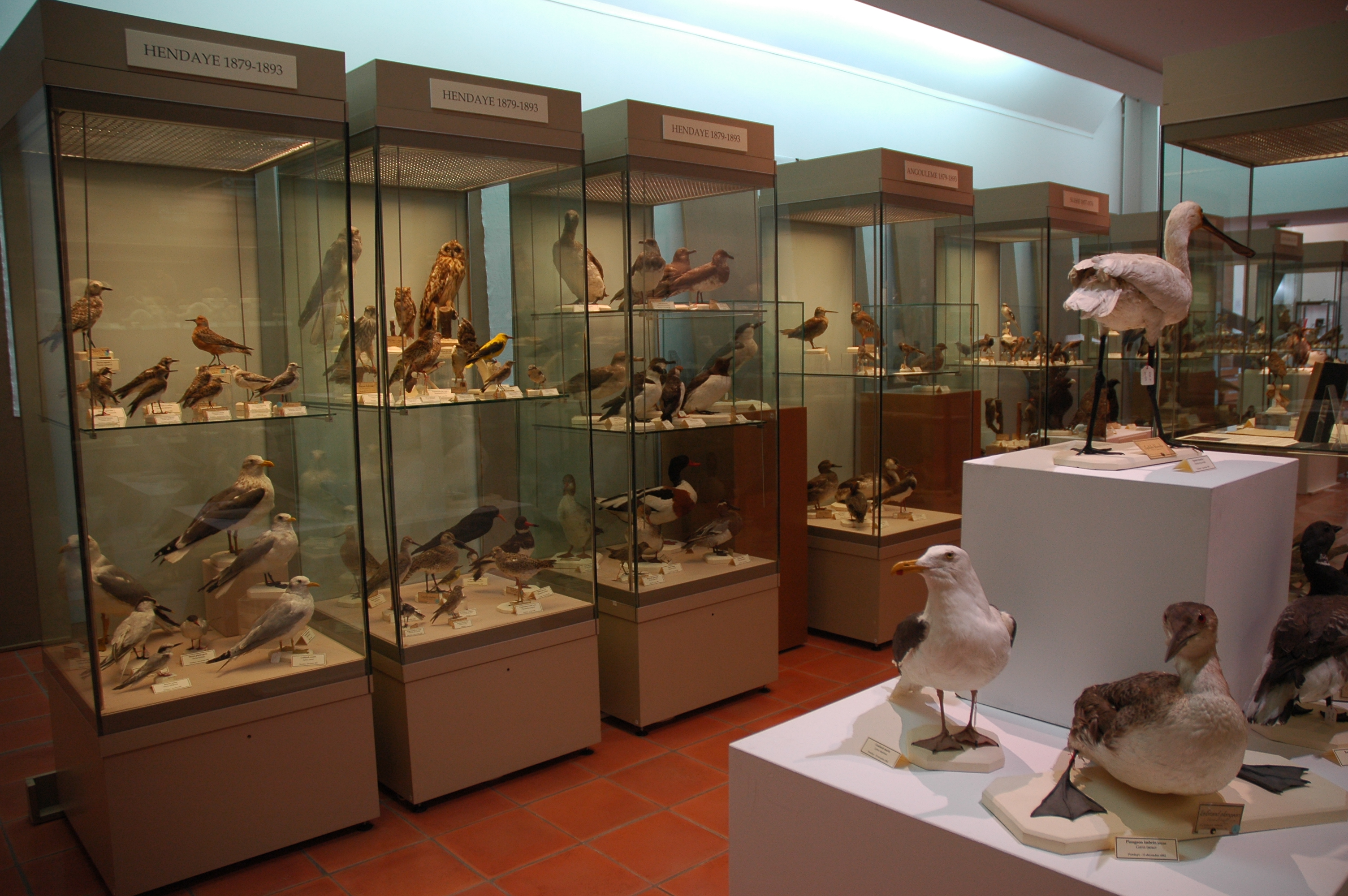
Collection Olphe-Galliard

Le Musée Muséum départemental des Hautes-Alpes accueille le 20 juillet 1892, l'importante collection Olphe-Galliard, constitué, de mammifères, de poissons, de reptiles, d'oiseaux (5300 spécimens en tout dont 800 issus de la collection Christian Ludwig Brehm, ainsi que des œufs et des nids) et de plusieurs herbiers, et sa bibliothèque composé de 2597 volumes et ses manuscrits, en souvenir de ses ancêtres, établis très anciennement en Gapençais,,.
L’importance de sa collection fut un argument décisif pour la construction à Gap, d’un bâtiment abritant le Musée Muséum Départemental achevé en 1906.
Le musée muséum départemental des Hautes-Alpes conserve également 460 spécimens dont 441 oiseaux et 19 mammifère offerts par Maurice de Rothschild en 1935, avec quelques tableaux et dessins offerts par Alphonse et Edmond et Maurice de Rothschild à partir de 1892.

## Informations pratiques
Le musée est situé au no 6 avenue Foch à Gap au milieu du parc de la Pépinière à proximité immédiate du centre-ville. Il est ouvert tous les jours de la semaine sauf le lundi le matin et l'après-midi en juillet et aout et uniquement l'après-midi le reste de l'année. Son accès est entièrement gratuit.